# Проспект Космонавтов (Гомель)
Проспе́кт Космона́втов — проспект в северо-западной части Гомеля (Железнодорожный район Гомеля), является одной из главных улиц Сельмаша.
Начинается от путепровода «Богдана Хмельницкого — Космонавтов», заканчивается у городской черты плавно перетекая в шоссе на Минск. Застройка самая разнообразная, в отдельных частях улицы частная 1-2 этажная, также на улице есть высотные дома и по 15 этажей.
Последний раз переименовывалась в 1965 году, тогда её переименовали в честь покорителей космоса (в честь космонавтов). Прежнее название Титенская (в честь деревни, которая была на этом месте).

## Пересекает улицы
- 50 лет заводу «Гомсельмаш» ул.
- 7-я Сельмашевская
- Богданова улица
- Богдановича улица
- Дворникова улица
- Ефремова
- Якуба Коласа
- Озёрная улица
- Осипова улица
- Рабочая улица
- Царикова улица
- Шоссейная улица
- Рощинская улица